# 小林彰太郎
小林 彰太郎（こばやし しょうたろう、1929年11月12日 - 2013年10月28日）は、日本の自動車評論家、自動車社会史研究者。
世界的に著名な自動車評論家の1人であり、日本の「モータージャーナリズム」を築き上げた第一人者として、戦後の日本車発展に大きく貢献した。また、自動車史研究やクラシックカーの権威としても知られ、欧州志向の伝統的な自動車趣味を自ら実践し、その魅力を発信した。自動車雑誌『カーグラフィック』（二玄社）の創刊者および名誉編集長であったほか、日本自動車ジャーナリスト協会副会長、日本カー・オブ・ザ・イヤー実行委員会委員長、カー・オブ・ザ・センチュリー名誉専門委員会副委員長等を歴任した。

## 経歴

### 生い立ち
1929年、東京生まれ。ライオン株式会社を創業した一族の出身。小学校から旧制高等学校まで13年間を成蹊学園で過ごす。成蹊小学校、旧制成蹊高校（文科甲類）卒業。
モーリスを自家用車として使用していた叔父などの影響を受けて自動車好きであるとともに、当時の多くの少年たちと同様に、飛行機好きの「軍国少年」であった。中学生時代の第二次世界大戦の終戦間際に海軍技術研究所に動員され、中島十八試陸上攻撃機「連山」の鋼鉄化にあたり、鉄の低温脆弱試験のための液体酸素を省電で研究所まで運ぶ仕事をしたという。

### 学生時代
日本の敗戦後には連合国による飛行禁止令が出され、その後は自身の興味が完全に飛行機から自動車へと代わるようになった。初めて運転した車は、成蹊学園に駐留していた陸軍の置き土産の「くろがね四起」だった。
東京大学経済学部（旧制）在学中には、アメリカ大使館付随の語学学校で大使館員に日本語教育をするアルバイトを、三本和彦などとともに1年間行なった。その給料は当時の学生のアルバイトとしては破格だったといい、イギリス製の乗用車である1932年型「オースチン・7」を5万円で購入することによって、本格的に車の世界へ入り込んだ。

### モータージャーナリストへ
1954年に大学卒業後、第二次世界大戦後初の本格的な自動車雑誌であった『モーターマガジン』（日刊自動車新聞社）へ寄稿するようになり、「それでも車は動く」、「ロードインプレッション」などの連載が人気となった。また、日本国産車の発展を考え、それまでのタクシー専用車や営業車の派生から決別した純オーナードライバー向けモデルの開発が必要であると主張した。
1961年に、「モーターマガジン」編集部員だった高島鎮雄、吉田次郎とともに、当時は書道専門出版社であった二玄社（東京都千代田区）から、写真集「スポーツカー」を出版した。しかし、これがもとで『モーターマガジン』誌との関係が悪化し、同様に同誌から退職することとなった高島と吉田とともに同誌と絶縁した。

### カーグラフィック創刊
翌1962年4月、二玄社から「カーグラフィック」を創刊した。創刊号では在日アメリカ軍人から借用した「メルセデス・ベンツ・300SLロードスター」で運輸省村山テストコースを180km/hで走行してのロードテストを敢行した。
その後、ジャガーやフェラーリ、フォードや日産自動車、シトロエンなど、1号ごとに自動車メーカー1社を特集する形だった同誌は、最初の1年間は部数の伸び悩みに苦労したものの、次第に部数が伸びていくとともに現在のような体裁へと変化してゆく。
1963年には「第1回日本グランプリ」や「マカオグランプリ」を取材したほか、1964年にはホンダのF1初参戦を取材するために、発売直後の「ホンダ・S600」をパンアメリカン航空のボーイング707型機でヨーロッパに持ち出し、2ヶ月半で12,000kmを走破し、ホンダF1が参戦したドイツグランプリやイタリアグランプリを観戦するなど、これまで他の自動車雑誌が取り上げることが無かった国内外のモータースポーツを取り上げた。

### 発展期
なお、同誌では当初編集長を置かずに編集を行なっていたが、1966年に大病から復活した小林は、二玄社社長渡邊隆男に同社取締役・初代編集長への就任を要請され、これを受諾した。編集長となった小林のもと、同誌は日本を代表する自動車雑誌に発展した。
同誌は、これまでの日本の自動車雑誌にはなかった、加速やブレーキ性能などをデータ化したロードテストや、実際に購入したモデルを日常使用しての長期テスト、ポール・フレールや山口京一、ステディ・バーカーや宮川秀之などによる海外からの豊富な寄稿文、様々な国内外のモータースポーツ情報などを取り入れた斬新な編集方針は、日本の自動車雑誌や評論のみならず、高度経済成長期に生産台数とラインナップを増やしつつあった日本の自動車業界にも大きな影響を与えた。
しかし1969年には、テスト中に同乗していた車が事故を起こし足に大けがをした他、テスト車として借り入れた「ロールス・ロイス・シルヴァーシャドウ」のブレーキシステムの欠陥で事故を起こしそうになったが小林の操縦でこれを逃れるなど、様々なトラブルもあったものの、「ミッレミリア」に参戦したり編集部によるレーシングチームを立ち上げるなど様々な活動を行い、1970年代から1990年代にかけてその内容も部数も大きく伸びることとなる。なお小林は、1980年より1989年まで「日本カー・オブ・ザ・イヤー」の選考委員長を務めた。

### その後
1989年4月に「カーグラフィック」の編集長を退任したが、その後は同誌の編集顧問兼二玄社の編集総局長として、「カーグラフィック」や「NAVI」、「スーパーカーグラフィック」や「カーグラフィックTV」などの二玄社の自動車雑誌やメディアを中心に評論活動を行った。
その後も、対談や翻訳を含む多数の著書を持つほか、「日本カー・オブ・ザ・イヤー」にかかわりを続けた。また、濱徳太郎、桃山虔一の後を承け、「日本クラシックカークラブ」（CCCJ）会長を務めたほか、様々なクラシックカーラリーに参加し続けた。また、世界各国から100名以上の著名な自動車評論家が参加した「カー・オブ・ザ・センチュリー」の名誉専門委員会副委員長や、世界各国から富豪が集い自らの所有するクラシックカーの美しさを競うイベント「コンコルソ・デレガンツァ・ヴィラ・デステ」の審査員としても活躍した。

### 晩年
2000年代に入っても、論評活動を行う傍ら「アルスターTTレース」などの海外のクラシックカーラリーに積極的に参加を続けた。2012年12月26日放送の「カーグラフィックTV」では、CG創刊50周年記念イベントにCG名誉編集長として出席したが、鼻腔にチューブを通して酸素吸入を行なっていた。
2013年10月28日に、肺性心のため死去。83歳没。同年12月19日には、都内のホテルにて「お別れの会」が行われ自動車業界や出版関連者のみならず、多くの読者が訪れその死を悼んだ。

## 略歴
- 1929年（昭和4年）11月 - 東京生まれ
- 1946年（昭和21年）3月 - 成蹊中学校（旧制）卒業
- 1949年（昭和24年）3月 - 成蹊高等学校（旧制）文科卒業
- 1956年（昭和29年）3月 - 東京大学経済学部卒業
- 1962年（昭和37年）3月 - 『カーグラフィック』誌創刊
- 1963年（昭和38年） - 1989年（平成元年） - 日本自動車ジャーナリスト協会副会長を務める
- 1966年（昭和41年）- 『カーグラフィック』誌編集長就任
- 1968年（昭和43年）5月 - 株式会社二玄社取締役就任
- 1980年（昭和55年）- 1989年（平成元年）- 日本カー・オブ・ザ・イヤー実行委員会委員長を務める
- 1984年（昭和59年）5月 - 株式会社二玄社常務取締役就任
- 1989年（平成元年）4月 - 株式会社二玄社常務取締役兼自動車部門編集総局長就任
- 1996年（平成 8年）6月 - 株式会社二玄社相談役編集顧問就任
- 1996年（平成8年）- 1999年（平成11年） - カー・オブ・ザ・センチュリー名誉専門委員会副会長を務める
- 1998年（平成10年） - 2004年（平成16年） - コンコルソ・デレガンツァ・ヴィラ・デステ審査員を務める
- 2010年（平成22年）5月 - 株式会社二玄社相談役編集顧問退任
- 2010年（平成22年）6月 - 株式会社カーグラフィック顧問兼『カーグラフィック』誌名誉編集長就任
- 2013年（平成25年）10月 - 死去

## 人物
大企業の創業者一族出身というその育ちの良さもあり、常に紳士的かつ謙虚な振る舞いであったと周囲から称されており、服装などの身嗜みにも常に気を配っていたという。高尚で華麗な文体と、ときに歯に衣着せぬ辛辣な内容の原稿を書くことで知られたが、その一方で、ジャーナリスト・評論家としては異風とも言える、朴訥な人柄と語り口でも知られた。小林自身は「生涯現役」という願望を常日頃口にしていた。　
私生活では、息子の小林大樹曰く「基本的に、車以外に娯楽がない家」で、車主体の生活であった。長野県軽井沢町に別荘を所有し、別荘の車庫にも数台クラシックカーを保管していた。小林によれば軽井沢は昔から走るのに楽しい土地で、クラシック・ブガッティを足代わりに走り回っていた。また、軽井沢には自動車趣味を共有する友人がいて、星野リゾート創業者一族の星野嘉苗と交流があったり、近衛忠輝・甯子夫妻を乗せてランチア・ラムダでドライブしたとも語っている。テレビ番組「ニュースステーション」でも紹介され、久米宏が軽井沢を訪ねている。また著書「小林彰太郎の世界」の表紙は、小林が軽井沢の緑の中をクラシックカーで走る写真が使用されている。

## 評価
第二次世界大戦後の日本に自動車ジャーナリズムを創出し位置づけたパイオニアと評される。歴史や技術を踏まえた上で自身の経験を通して執筆される味わいある文章は単なる評論の域を超えており、イギリス流の自動車趣味や海外の自動車事情・文化・歴史を紹介、アマチュアリズムをもつプロのジャーナリストを実践した。
黎明期の日本のモータスポーツの普及発展においても、日本国外レースの記事執筆や、指南書（ポール・フレール著『ハイスピードドライビング』）の翻訳を通じて大きな役割を果たしている。日本の自動車に技術面、文化面から与えた影響はあまりに大きい。
『カーグラフィックTV』で小林と度々共演した音楽家の松任谷正隆は、「ピアニストだったらルービンシュタインとか、バックハウスとかに会うくらい、小林さんに会うというのは大変なことだったんです」と語っている。

## 所有車
小林は意外にも、基本的には大きな高級車よりも身軽な小型車、そして、たとえ価格の安いクルマでもしっかりとした信念に基づいて設計されたものを好んで所有した。自身でこれまで所有した乗用車は、以下の通り。
- オースチン・7

小林が最初に手に入れたクルマ。1928年型チャミー（Chummy）・ツアラーのほか、1929年型Type B Coupe、1932年型の3台を所有したが、最初に手に入れたのは1932年型である。
- ランチア・ラムダ

1924年型。「もしたった１台の車しか持てないとしたら、僕は躊躇なくランチア・ラムダを選ぶ」と述べるほど、最も好んだクルマ。
- ブガッティ・タイプ23・ブレシア

1926年型。前オーナーに、松平康昌侯爵や、作曲家の仁木他喜雄がいる。1976年に入手。スクラップ同然の状態をレストアした。
- ライレー・ナイン（英語版）・ブルックランズ

1928年型。1971年にイギリスから輸入。
- タトラ・T11（英語版）

レストア用に購入したが果たせずに終わる。
- インヴィクタ（英語版）4 1/2リットル

政治家の渡辺甚吉が国内初代オーナーの1929年型。1939年に多摩川スピードウェイで開催された「第1回日本自動車競争大会」の優勝車。レストア用に購入したが果たせずに終わる。
- サンビーム・タルボット
- アルヴィス・クレステッドイーグル（イタリア語版）

1938年型。1970年代に所有した。
- MG・TC（英語版）

1949年型。友人と共同オーナーとして購入し、満里子夫人との新婚旅行にも用いられた。
- シトロエン・トラクシオン・アバン

英国製ライト・フィフティーン。
- ホンダ・S600

1964年にヨーロッパ12,000kmを走破。
- オースティンA50MGスペシャル

エンジンとギアボックスをMGA用パーツでチューンアップ。
- ローバー・2000TC

設計思想や造りの良さを称賛。リアのインボードブレーキのパッド交換をメインテナンス上の難点と指摘している。
- アルファロメオ・アルフェッタ
- アルファロメオ・アルファスッド
- ランチア・イプシロン
- シトロエン・エグザンティア
- アルファロメオ・SZ

など

## 親交
小林は取材活動等を通じて世界各国の著名人と繋がりがあったが、なかでも親交が深かったのは以下の人物たちである。
- 詩人の谷川俊太郎とは、30年近く隣人同士で幼馴染。俊太郎さん、彰太郎さんと呼び合う仲であった。
- 三本和彦とはともにアメリカ軍基地で日本語アルバイトをして以来の親友である。小林はそのバイト代で中古のオースチンを買い、三本は報道用カメラスピード・グラフィックを買った。長年に渡りCGの巻頭コラム『FROM OUTSIDE』の執筆を担当した。
- レーシングドライバーのポール・フレールとは1960年代から交流がはじまり、その後生涯にわたって続いた。またフレールは1967年よりカーグラフィック誌にコラムを掲載している。
- ホンダ創業者の本田宗一郎とは、S500発売時から交流がはじまり、その後生涯にわたって続いた[2]。

## 著書
- 小林彰太郎の世界（二玄社）
- 小林彰太郎の世界 + 徳大寺有恒との対話（二玄社）
- 天皇の御料車（二玄社）
- On the road―すばらしきクルマの世界（二玄社）
- 長期テスト シトロエンエグザンティアV-SXの全記録（二玄社）
- THE PURSUIT of DREAMS―The First 50 Years of HONDA 独創と挑戦の50年（二玄社）
- HONDA S2000（アクシス）
- 小林彰太郎の日本自動車社会史（2011年　講談社ビーシー／講談社）
- 昭和の日本 自動車見聞録（2013年 トヨタ博物館）

### 編纂
- 写真で見る昭和のダットサン（二玄社）
- 世界の自動車（MG編、ポルシェ編他/二玄社）

### 翻訳
- ミニ・ストーリー―小型車の革命 （ローレンス・ポメロイ著/二玄社）
- いつもクルマがいた―ポール・フレール自叙伝（ポール・フレール著/二玄社）
- ハイスピード・ドライビング （ポール・フレール著/二玄社）
- 新ハイスピード・ドライビング （ポール・フレール著/二玄社）